# Ministerstwo Spraw Zagranicznych Azerbejdżanu
Ministerstwo Spraw Zagranicznych Azerbejdżanu – powstało w 1918 po ogłoszeniu przez Azerbejdżan niepodległości. Obecnym szefem resortu od 2004 roku jest Elmar Məmmədyarov.

## Lista ministrów

### Demokratyczna Republika Azerbejdżanu (1918–1920)
- Məmmədhəsən Hacınski (28 maja 1918–6 października 1918)
- Əlimərdan bəy Topçubaşov (6 października 1918–7 grudnia 1918)
- Fətəlixan Xoyski (26 grudnia 1918–14 marca 1919)
- Məmməd Yusif Cəfərov (14 marca 1919–22 grudnia 1919)
- Fətəlixan Xoyski (24 grudnia 1919–1 kwietnia 1920)

### Azerbejdżańska Socjalistyczna Republika Radziecka (1920–1991)
- Nəriman Nərimanov (28 kwietnia 1920–2 maja 1920)
- Mirzə Davud Hüseynov (1920–1921)
- W latach 1921–1944 ministerstwo rozpuszczono i spraw zagranicznych Azerbejdżanu SRR została przeprowadzona przez Moskwę.
- Mahmud Əliyev (1944–1958)
- Tahirə Tahirova (1959–1983)
- Elmira Qafarova (1983–1987)
- Hüseynağa Sadıqov (1988–1991)

### Republika Azerbejdżanu (od 1991)
- Hüseynağa Sadıqov (1991–1992)
- Tofiq Qasımov (1992–1993)
- Həsən Həsənov (1993-1998)
- Həsən Həsənov (1993–1998)
- Tofiq Zülfüqarov (1998–1999)
- Vilayət Quliyev (1999–2004)
- Elmar Məmmədyarov (od 2004)